# Улица патријарха Димитрија (Београд)
| Улица · ПАТРИЈАРХА ДИМИТРИЈА | Улица · ПАТРИЈАРХА ДИМИТРИЈА |
| ---------------------------- | ---------------------------- |
|                              |                              |
| Општина                      | Раковица                     |
| Почетак                      | Улица патријарха Павла       |
| Крај                         | Улица ослобођења             |
| Дужина                       | 800 m                        |
| Ширина                       | 12 m                         |
| Створена                     | 1979.                        |
| Названа                      | 2004.                        |
|                              |                              |
|                              |                              |
| Манастир Раковица            |                              |

Улица патријарха Димитрија налази се у Београду, у општини Раковица. Датира из 1979. године. Протеже се од Улице патријарха Павла до Улице ослобођења. Улица је одбила назив по српском патријарху Димитрију, 39. врховном поглавару Српске православне цркве, од 1920. до 1930. године.

## Опис
Улица  почиње на раскрсници улица Пере Велимировића и Патријарха Павла, чији је продужетак. Скреће на југ и прелази преко Вишевачке (десно) и Варешке (лево) улице Пилота Михаила Петровића. Затим напушта улицу Мишка Крањца са своје леве стране и благо се нагиње ка југозападу, а затим напушта улицу Ослободилаца Раковице са своје десне стране пре него што скреће ка југоистоку; убрзо затим скреће на југ. Напушта улицу Јосипа Таларевића са своје десне стране и скреће ка југоистоку непосредно пре него што дође на раскрсницу Улице Ослобођења и Кружног пута Кијево.
У улици је Манастирско гробље („манастирско гробље“). Манастир Раковица, посвећен Архангелу Светом Михаилу, налази се у улици број 34, улица 3. Предузеће ИМР (Индустрија мотора Раковица), које се налази на бројевима 7-13, настало 1927. године, бави се производњом трактора и мотора.
Фабрика алата и опреме „21. мај” налази се у улици бр. 245, као и компанија Пими, настала 1989. године, која се бави производњом пластичних конструкција6. Фирма Беорол, настала 1998. године, са седиштем у улици 121а, бави се производњом „уради сам“ опреме (ваљци, четке, секаче, тестере, итд.). Pneutech, чије је седиште у Врбасу, посебно ради у области гума; компанија има комерцијалну филијалу која се налази на бр. 12 руе. Технолуб се налази на броју 12г; компанија дистрибуира мазива марке Тотал у Србији.

## Култура и архитектура
У овој улици се налази Манастирско гробље - Раковица као и Манастир Раковица, манастир Српске православне цркве. Манстир се налази на адреси Патријарха Димитрија бр. 34.

## Економија
- Индустрија Мотора Раковица, налази се на броју 13 и бави се производом трактора и мотора. Отворена је 1927. године.
- Фабрика 21 Мај и Пими, налазе се на броју 24 и баве се производњном алата, пластике и опреме. Отворене су  1989. године.
- Компанија Беорол, налази се на броју 121а и бави се производњом материјала за изгрању.
- , налази се на броју 12г и бави се производњом транспортних средстава.

## Превоз
Улицом пролазе линије 37 (Железничка станица Панчевачки мост — Кнежевац), 42 (Славија – Бањица – Петлово брдо), 47 (Славија – Ресник), 54 (Миљаковац I – Железник – Макиш) и 504 (Миљаковац – Ресник).
Кроз Улицу патријарха Димитрија саобраћа више аутобуских линија предузећа ГСП Београд и то линије 37 (станица Панчевачки мост – Кнежевац), 42 (Славија – Бањица – Петлово брдо), 47 (Славија – Ресник), 54 (Миљаковац 1 – Железник – Макиш) и 504 (Миљаковац 3 – Ресник). Такође можете ићи на линију 3 (Ташмајдан - Кнежевац) београдског трамваја.
У улици је и железничка станица Раковица која је повезана на регионалну експрес мрежу Беовоза; можете ићи на линије 2 (Рипањ - Ресник - Раковица - Панчево - Војловица), 3 (Стара Пазова - Батајница - Београд Центар - Раковица - Ресник - Рипањ), 4 (Земун - Београд Центар - Раковица - Ваљево), 5 (Нова Пазова - Батајница - Београд Центар - Раковица - Ресник - Младеновац) и 6 (Стара Пазова - Батајница - Београд Центар - Раковица - Мала Крсна).